# Luciano Fabro
Luciano Fabro (Turijn, 20 november 1936 - Milaan, 22 juni 2007) was een Italiaans plastisch kunstenaar en beeldhouwer van de beweging arte povera.

## Levensloop
Hij werd geboren in Turijn en verhuisde in 1959 naar Milaan, waar hij leefde en werkte tot aan zijn dood. Piero Manzoni en Lucio Fontana inspireerden hem sterk. Ook bewonderde Fabro het cinematografisch werk van Pier Paolo Pasolini.

De kunstenaar debuteerde met kinetische objecten. In 1965 ging zijn eerste solotentoonstelling door in de Galleria Vismara in Milaan. Tussen 1968 en 1975 ontstond een reeks formaties van Italië, waarbij hij materialen als metaal en silhouetten van stof gebruikte. Hij werkte in de stijl van de arte povera, die vaak alledaags voorhanden zijnde materialen aanwendde zoals vodden, oud papier, zand en leder. Tot zijn bekendste werken rekent men ook sculpturale reliëfs gemaakt uit duurzamere materialen zoals glas, staal, brons en edele metalen.

Jarenlang maakte Luciano Fabro reeksen van "Piedi" (voeten) die hij constant bleef veranderen en herschikken. Vaak verwijzen zijn beelden naar mythologieën, geschiedenis en werk van andere kunstenaars.

De kunstenaar stierf aan de gevolgen van een hartaanval.

## Collectievorming en tentoonstellingen

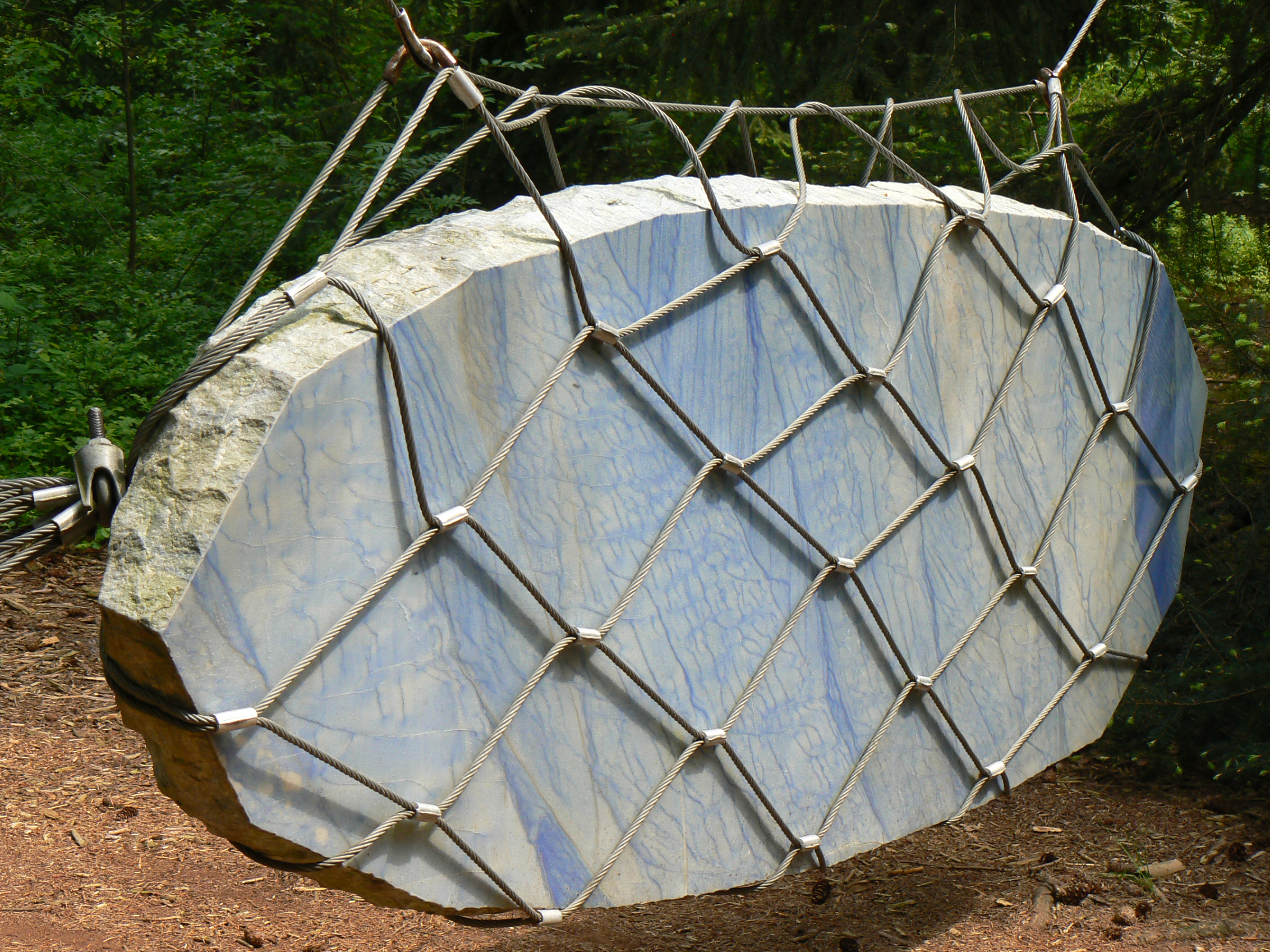
La doppia faccia del cielo (1986)

In 1972 nam de kunstenaar deel aan de kunstmanifestatie documenta 5 in Kassel. Hij was eveneens aanwezig op de edities 7 en 9. In 1981 was zijn werk te zien op tentoonstellingen in Essen en Rotterdam. In 1996 kreeg hij een overzichtstentoonstelling in het Centre Georges Pompidou in Parijs.
Het Stedelijk Museum voor Actuele Kunst (SMAK) te Gent bezit vijf werken van de kunstenaar. In 1980 verwierf de toenmalige conservator Jan Hoet het beeld Iconografia (1975). Dit werk verwijst naar het laatste avondmaal: op een lange met wit kleed gedekte tafel staan glazen kommen. In deze kommen drijven brokstukken van glas met daarop de namen van personen, die verguisd, gemarteld of gedood werden vanwege hun ideeën. In het beeldenpark van het Kröller-Müller Museum in Otterlo bevindt zich het werk La doppia faccia del cielo uit 1986. Het is een groot stuk marmer, dat in een net van staaldraad, in het beeldenbos tussen twee bomen hangt. Het werk was speciaal gemaakt voor Sonsbeek '86 en werd direct aangekocht. Het Bonnefantenmuseum in Maastricht bezit twee werken van Fabro. Een daarvan, La nascitá de Venere (De geboorte van Venus; 1992-1994), werd door museumdirecteur Alexander van Grevenstein aangekocht voor de Wiebengahal, maar verhuisde omstreeks 2000 naar het hoofdgebouw, waar het regelmatig staat opgesteld in de zgn. lichttoren.

## Monumentaal beeldhouwwerk in Genk
Te Genk werd in het voorjaar 2008 op het nieuwe Stadsplein een beeldhouwwerk genoemd "Zuil van Genk" of Colonna di Genk geplaatst. Het betreft een 7 meter hoge Dorische zuil in wit Carrara marmer met in het midden ervan, de zuil omklemmend een brok zwarte vulkanische steen verwijzend naar steenkool. Het werk tracht de antieke Italiaanse schoonheid (zuil) te verbinden met de steenkoolontginning in Limburg.

Het kunstwerk verwijst dan ook naar het verhaal van de Italiaanse arbeiders die in de jaren 50 van de 20e eeuw in de Limburgse mijnen kwamen werken. Op de top van de zuil is een tekst aangebracht die Fabro's boodschap duidelijk maakt: Duizenden jaren schiep een volk om zich heen schoonheid, bestaande uit licht, maat en harmonie. Toen kwam een generatie die door haar eigen broeders tot slaaf gemaakt werd en in de duistere, vormeloze hel gestort. Hier komt zij nu weer samen om haar oude weg te vervolgen.

Het plaatsen van dit werk kwam tot stand dankzij de organisatie De Nieuwe Opdrachtgevers in de persoon van Thérèse Legierse die bemiddelde tussen de stad Genk en de kunstenaar. 

Buiten het werk Contratto sociale voor de stad Breda, is dit een van de zeldzame werken van de kunstenaar gemaakt in opdracht.
15 april 2025: De iconische zuil ‘Colonna di Genk’ heeft een nieuwe thuis gevonden op het Sint-Martinusplein in Genk. De marmeren zuil, die al jaren op het Stadsplein stond, werd overgebracht naar de heraangelegde ontmoetingsplek tussen het Stadsplein en de Grote Markt.